# 朗格勒奶酪
朗格勒奶酪（法語：langres）產自法國東北部的朗格勒高原。朗格勒奶酪的特色是芝士頂部中央凹陷，圓周側邊稍有凸出，此芝士的外殼是亮橙黃色，芝士肉是淡黃色，有一點煙薰肉味，奶油味十足。